# Araneus sponsus
Araneus sponsus este o specie de păianjeni din genul Araneus, familia Araneidae. A fost descrisă pentru prima dată de Thorell, 1887. Conform Catalogue of Life specia Araneus sponsus nu are subspecii cunoscute.